# 博普雷欧
博普雷欧（法語：Beaupréau，法語發音：[bopʁ(e)o] ⓘ）是法国曼恩-卢瓦尔省的一个旧市镇，属于绍莱区。2015年12月15日，博普雷欧和相邻的9个市镇合并为新市镇莫日地区博普雷欧（Beaupréau-en-Mauges），博普雷欧为政府驻地。

## 地理
博普雷欧（47°12'7"N, 0°59'40"W）面积35.79 平方千米，位于法国卢瓦尔河地区大区曼恩-卢瓦尔省，该省份为法国西部内陆省份，大致对应安茹地区，北起顺时针与马耶讷省、萨尔特省、安德尔-卢瓦尔省、维埃纳省、德塞夫勒省、旺代省、大西洋卢瓦尔省和伊勒-维莱讷省接壤。
与博普雷欧接壤的市镇（或旧市镇、城区）包括：拉沙佩勒迪热内。

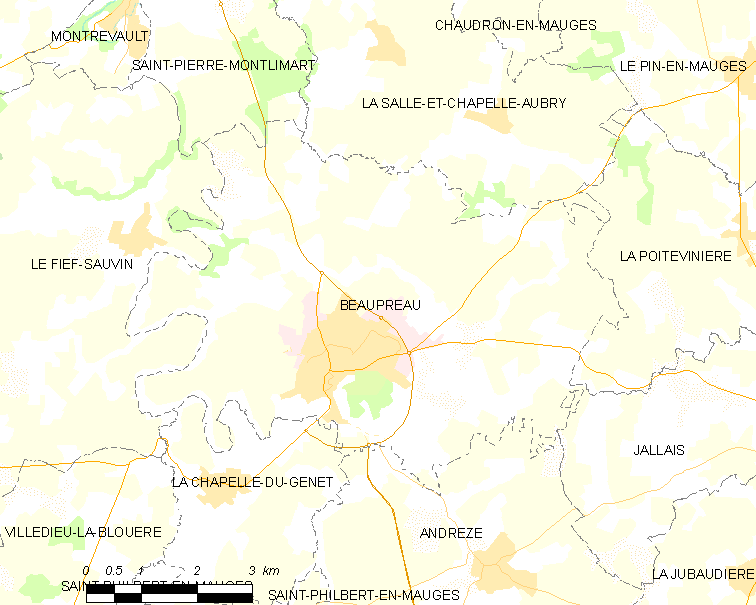
博普雷欧的OSM定位图

博普雷欧的时区为UTC+01:00、UTC+02:00（夏令时）。

## 行政
博普雷欧的邮政编码为49600、49110、49510、49450，INSEE市镇编码为49023。

## 政治
博普雷欧所属的省级选区为莫日地区博普雷欧县。

## 人口

1962-2008年间博普雷欧人口变化图示

博普雷欧于2018年1月1日时的人口数量为7449人。